# Jaylin Williams
Jaylin Michael Williams (Fort Smith, 29 de junho de 2002) é um jogador norte-americano de basquete profissional que joga atualmente no Oklahoma City Thunder da National Basketball Association (NBA).
Ele jogou basquete universitário pela Universidade do Arkansas e foi selecionado pelo Thunder como a 34º escolha geral no draft da NBA de 2022.

## Carreira no ensino médio
Williams jogou basquete na Northside High School em Fort Smith, Arkansas, onde foi companheiro de equipe de Isaiah Joe. Em seu segundo ano, ele ajudou sua equipe a chegar à final estadual da Classe 7A. Em sua terceira temporada, Williams teve médias de 16 pontos, 11 rebotes e três bloqueios e foi nomeado o Jogador do Ano da Divisão I do Arkansas pela Northwest Arkansas Democrat-Gazette. Ele liderou sua equipe ao título estadual da Classe 6A e foi nomeado MVP do torneio depois de registrar 20 pontos e 16 rebotes na final.
Em sua última temporada, Williams teve médias de 18,7 pontos, 12,2 rebotes, 2,7 assistências e 2,5 bloqueios e ganhou o prêmio de Jogador Gatorade do Ano do Arkansas e foi novamente o Jogador do Ano da Divisão I do Arkansas. Um recruta de quatro estrelas de consenso, ele se comprometeu a jogar basquete universitário na Universidade do Arkansas.

## Carreira universitária
Como calouro no Arkansas, Williams teve médias de 3,7 pontos e 4,7 rebotes. Ele se tornou titular regular em sua segunda temporada e teve médias de 10,9 pontos e 9,8 rebotes, sendo selecionado para a Primeira-Equipe da SEC pelos treinadores. Williams teve 364 rebotes, estabelecendo um recorde de temporada única da universidade. Ele se declarou para o draft da NBA e optou por renunciar à elegibilidade restante universitária.

## Carreira profissional

### Oklahoma City Thunder (2022–Presente)
Williams foi selecionado pelo Oklahoma City Thunder como a 34ª escolha geral no draft da NBA de 2022  Ele foi o primeiro jogador decente vietnamita a ser selecionado para a NBA. Em 19 de julho de 2022, Williams assinou um contrato de 4 anos e US$8.2 milhões com o Thunder.

## Vida pessoal
Williams cresceu em Fort Smith, Arkansas. Sua mãe, Linda Williams, nasceu em Saigon (hoje Cidade de Ho Chi Minh), Vietnã, e se mudou para os Estados Unidos em 1975, após a Guerra do Vietnã. Williams é o primeiro jogador de ascendência vietnamita a jogar na NBA.

## Estatísticas da carreira

### NBA

#### Temporada regular
| Ano      | Equipe        | PJ  | PT | MPJ  | AP   | 3P   | LL   | RT  | AS  | BR | TO | PPJ |
| -------- | ------------- | --- | -- | ---- | ---- | ---- | ---- | --- | --- | -- | -- | --- |
| 2022–23  | Oklahoma City | 49  | 36 | 18.7 | .436 | .407 | .704 | 4.9 | 1.6 | .6 | .2 | 5.9 |
| 2023–24  | Oklahoma City | 69  | 1  | 13.0 | .417 | .368 | .805 | 3.4 | 1.6 | .4 | .4 | 4.0 |
| Carreira | Carreira      | 118 | 37 | 15.8 | .426 | .387 | .754 | 4.1 | 1.6 | .5 | .3 | 4.9 |

### Universidade
| Ano      | Equipe   | PJ | PT | MPJ  | AP   | 3P   | LL   | RT  | AS  | BR  | TO  | PPJ  |
| -------- | -------- | -- | -- | ---- | ---- | ---- | ---- | --- | --- | --- | --- | ---- |
| 2020-21  | Arkansas | 26 | 5  | 15.9 | .478 | .304 | .742 | 4.7 | .8  | .5  | .7  | 3.7  |
| 2021-22  | Arkansas | 37 | 35 | 31.6 | .461 | .239 | .729 | 9.8 | 2.6 | 1.3 | 1.1 | 10.9 |
| Carreira | Carreira | 63 | 40 | 23.7 | .469 | .271 | .735 | 7.2 | 1.7 | .9  | .9  | 7.3  |

Fonte: